# Kleist Forum

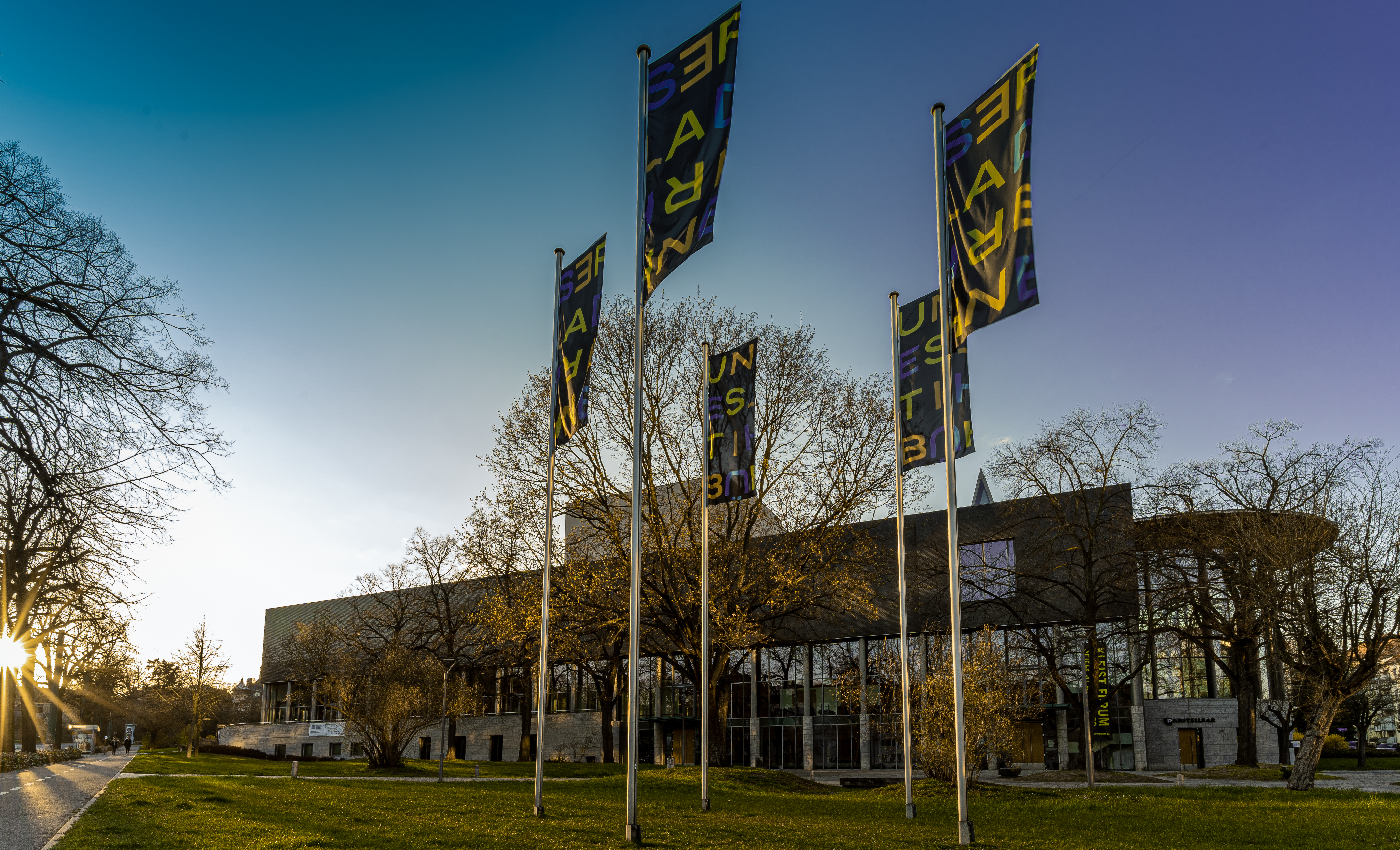
Kleist Forum Außenansicht im Frühling

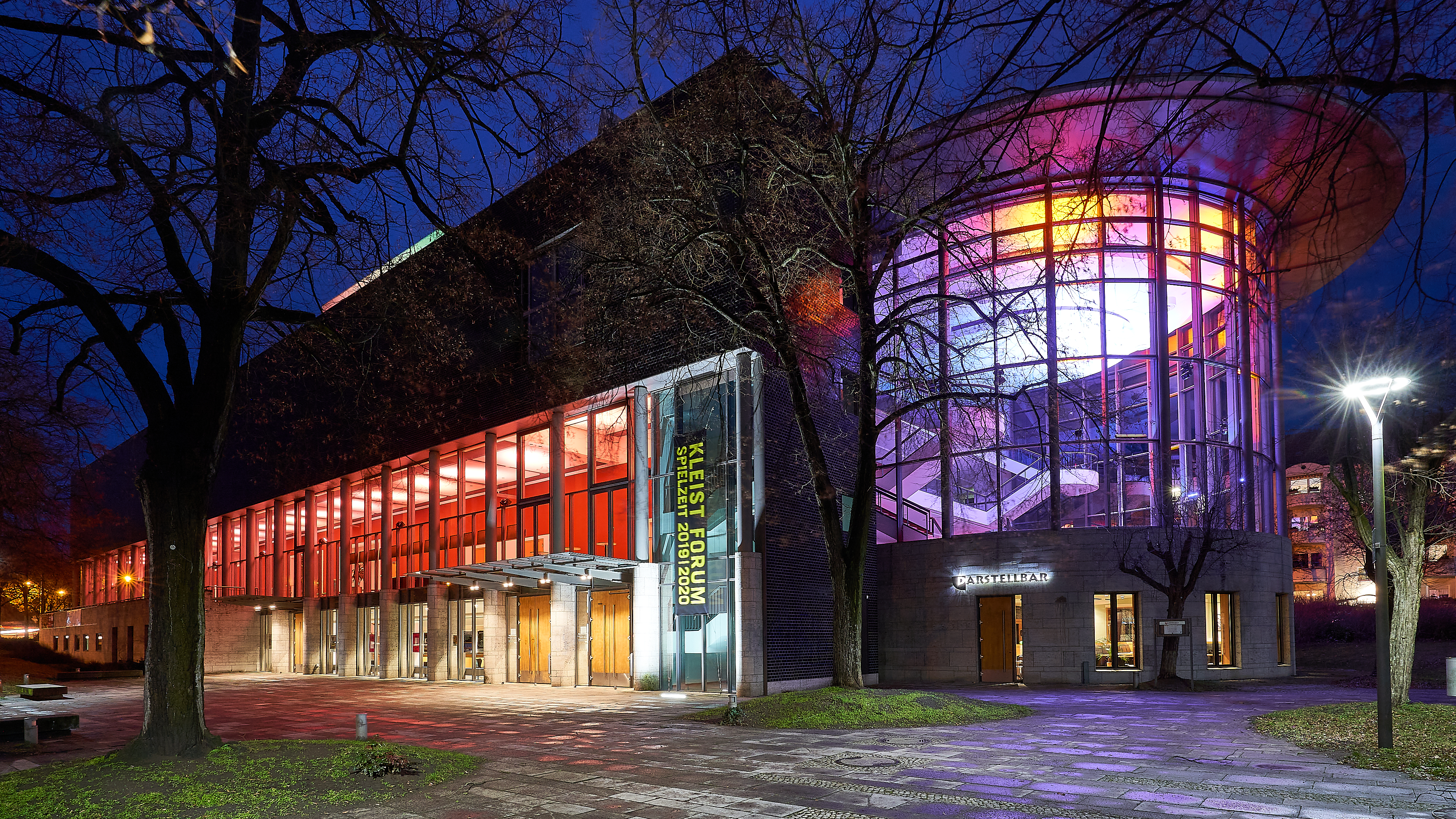
Außenansicht des Kleist Forums Frankfurt (Oder) am Abend

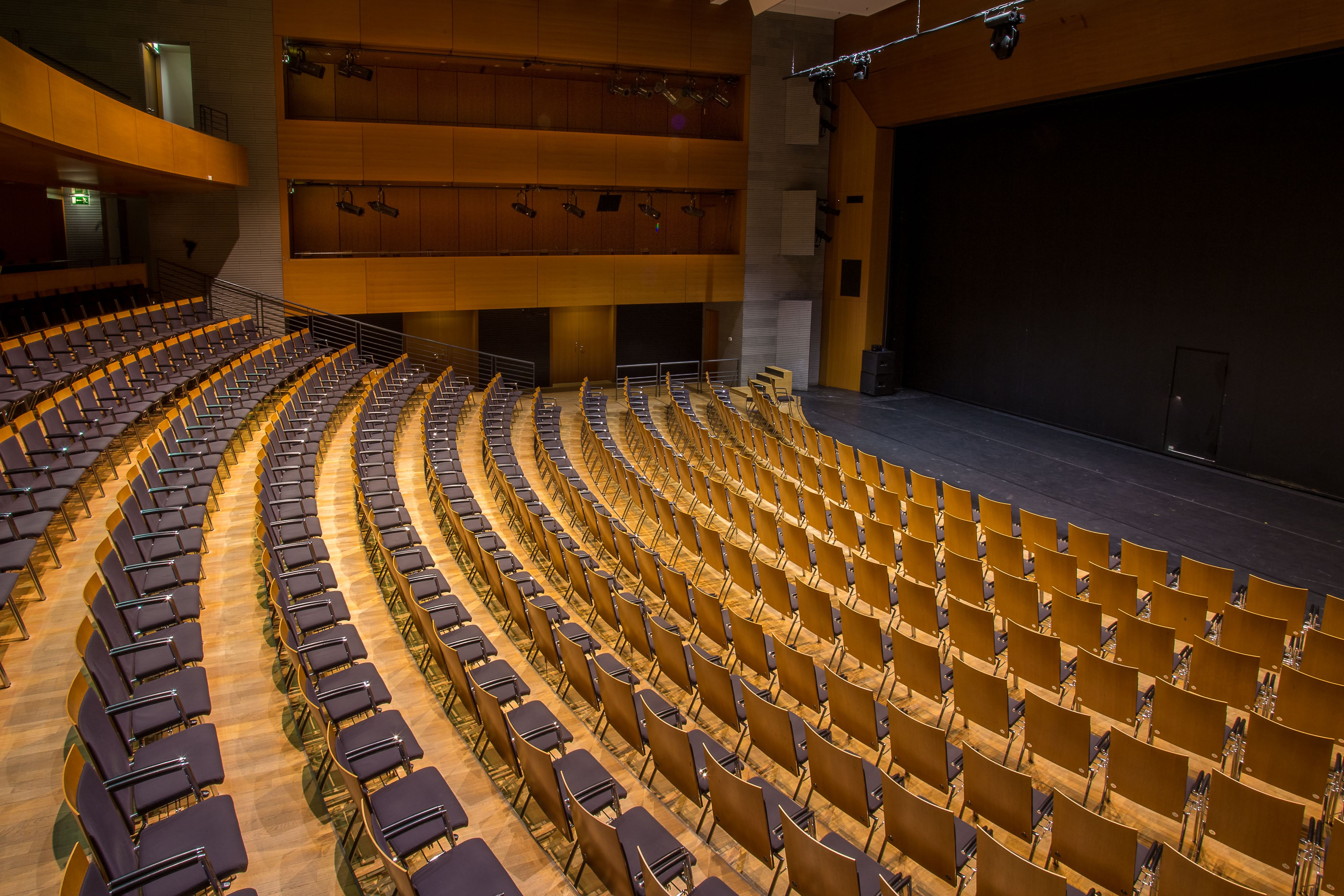
Großer Saal Kleist Forum Frankfurt (Oder)

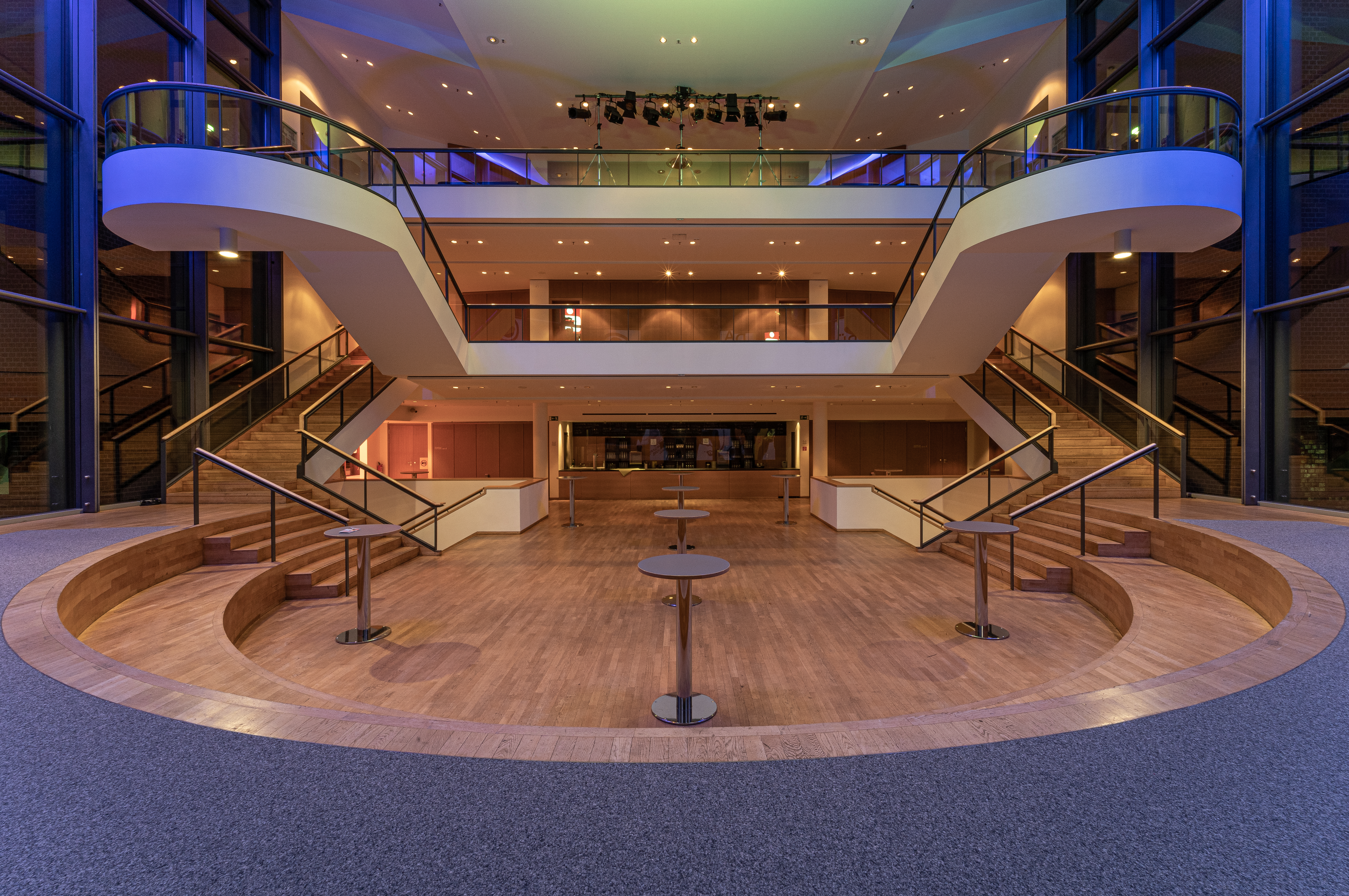
Foyer des Kleist Forums Frankfurt (Oder)

Das Kleist Forum ist ein Theater- und Konzertzentrum in Frankfurt (Oder).  
Künstlerischer Leiter des Kleist Forums ist Florian Vogel. Das von der stadteigenen Messe und Veranstaltungs GmbH Frankfurt Oder betriebene Haus wurde von den Architekten Klaus und Jörg Springer entworfen und 2001 eröffnet. 

## Geschichte
Das Gebäude des Kleist Forums wurde von 1998 bis 2001 errichtet und am 30. März 2001 mit der Oper Carmen von Georges Bizet als Gastspiel des Teatr Wielki (Poznan) eröffnet. Das Kleist Forum gehört ebenso wie die Konzerthalle Carl Philipp Emanuel Bach und die Messehallen zu den drei Veranstaltungsorten, die seit 2001 durch die Messe und Veranstaltungs GmbH als Unternehmen der Stadt Frankfurt (Oder) betrieben werden.
Seit 2016 ist Florian Vogel Künstlerischer Leiter im Kleist Forum. Er ist auch Vorsitzender der Jury des Kleist-Förderpreises für junge Dramatikerinnen und Dramatiker.

## Programm und Nutzung
Das Kleist Forum im Zentrum der Stadt ist ein Haus ohne eigenes künstlerisches Ensemble. Die Bürgerbühne im Kleist Forum erarbeitet mit Einwohnern und Gastregisseuren dokumentarische Stücke. Das Kleist Forum ist Mitglied im Brandenburgischen Theater- und Konzertverbund (TKV), der seit dem Jahr 2000 über Abnahme- und Produktionsverpflichtungen der beteiligten Theater sowohl den Spielplan als auch die Finanzierung der beteiligten Theater sichert. Beteiligt sind als produzierende Häuser das Hans Otto Theater Potsdam, das Brandenburgische Staatsorchester Frankfurt, das Staatstheater Cottbus, die neue Bühne Senftenberg, die Uckermärkischen Bühnen Schwedt, die Brandenburger Symphoniker sowie der Nikolaisaal Potsdam und das Theater Brandenburg.
Das Programm des Kleist Forums setzt sich zusammen aus Gastspielen, Eigen- und Koproduktionen, Festivals sowie kulturellen Einmietungen. Das Haus wird mit einem breiten Programm von Oper, Operette, Musical, Schauspiel, Ballett, Kinder- und Jugendtheater, Poetry Slam, Sandtheater, Kabarett und Musik bespielt. Es ist Spielstätte der jährlichen Kleist-Festtage, des Weltmusikfestivals transVOCALE und des studentischen Theaterfestivals Unithea.

## Gebäude
Der Große Saal des Kleist Forums mit Vollbühne hat 575 Plätze; die Studiobühne 100. Im kleinen Studio B. finden 50 Zuschauer Platz. Darüber hinaus bietet das Haus 8 weitere Konferenz- und Veranstaltungssäle in verschiedenen Größen.

## Künstlerische Leitung
- seit Februar 2016 Florian Vogel
- 2015–2016 Oliver Spatz[5]
- 2010–2015 Petra Paschinger[6]
- 2001–2010 Arnold Bischinger[7]